# Berliet CBR
Im Jahr 1922 konstruierte Berliet einen schweren LKW mit 7,5 Tonnen Nutzlast, der die Typenbezeichnung Berliet CBR erhielt. 

## Geschichte
Im September 1922 erhielt das Fahrzeug seine allgemeine Betriebserlaubnis durch den zuständigen inspecteur des mines. Zu diesem Zeitpunkt war der Berliet CBR der LKW mit der größten Nutzlast, den Berliet bis dahin konstruiert hatte. Das Fahrzeug wurde zunächst für den zivilen Bedarf hergestellt. Daneben erwarb die französische Armee zwei Fahrzeuge als Transporter für den Panzer Renault FT, der mit seinen rd. 6,5 Tonnen Gewicht auf der Ladefläche transportiert werden konnte. Nach entsprechenden Erprobungen im Jahr 1922 zog indessen die französische Armee den bereits eingeführten Renault FU vor, der dem angestrebten Zweck eher entsprach.
Nachfolger des Berliet CBR wurde 1926 der Berliet GCM.

## Technische Beschreibung
Das Chassis wog 6500 kg. Das zulässige Gesamtgewicht einschließlich 7,5 t Zuladung lag bei 13,5 t. Die Vorderachse hatte eine Tragfähigkeit von 3,5 t und die der Hinterachse von 10 t. Wegen der hohen Hinterachslast wurde eine Drillingsbereifung eingesetzt. Das Fahrzeug war 6299 mm lang und 2286 mm breit. Der Radstand betrug 4699 mm, die Spur vorn 2032 mm und die Spur hinten in der Mitte der Drillingsbereifung 1753 mm. Der Wagen hatte Vollgummireifen der Größe 1030 × 180 vorn und 1030 × 160 hinten auf Rädern aus Stahlguss.
Der Motor war ein Vierzylinder-Ottomotor des Typs Z7. Er hatte einen Hubraum von 5322 cm³ (Bohrung 110 mm, Hub 140 mm) und leistete 40 PS (29 kW) bei 1500/min. Er war in einem Hilfsrahmen gelagert, um Rahmenverwindungen von ihm fernzuhalten. Die Mehrscheibenkupplung lief im Ölbad. Das Getriebe hatte vier Gänge. Die Höchstgeschwindigkeit betrug im 1. Gang 3,5 km/h, im 2. Gang 6 km/h, im 3. Gang 10,6 km/h und im 4. Gang 18 km/h. Der Wendekreis betrug 15,9 m. Zum Aufladen der Panzerfahrzeuge war eine Winde am Rahmen befestigt.